# 工藤哲史
- 工藤 哲史（くどう てつのり、1958年3月14日 - ）は、日本のスキー選手。北海道上川郡朝日町（現在の北海道士別市）生まれ。

## 来歴

### ジャンプ
3才からスキーを始め、小学4年生で士別市民スキー大会優勝。小学5年生よりジュニア競技を始める。当時は高価なジュニアスキーは与えてもらえず苦労した。中学校にあった古いジャンプスキー1台を仲間3人で交代で使用しながら大会にも出場していた。
中学3年生で頭角を現し、スキーの名門校である、小樽市の北照高等学校に進む。未経験の複合競技で高校3年の大山国体(富山県)で優勝。明治大学に進学し4年間ジャンプ選手として活躍。

### フリースタイルスキー
卒業後はジャンプを引退し、河合楽器に入社、ひょんな事からフリースタイルスキーと出会い、第1回北海道フリースタイルスキー選手権に出場をきっかけに、第2のスキー人生を歩む。
1983年第3回全日本スキー選手権エアリアルに優勝、翌年よりワールドカップ参戦。
1984年日本人初の後方3回宙返りをワールドカップ、ブレッケンリッジ大会(USA)で成功。
1985年ワールドカップ、レークプラシッド大会(USA)では、後方3回宙返り1回ひねりに成功、9位に入賞する。第1回世界フリースタイル選手権(FRA)出場
1988年カルガリーオリンピックエアリアル種目12位を最後に現役を引退。
1989年より、さっぽろ雪まつり大通り会場のフリースタイルスキーショーを展開、雪まつりの定番のスキーショーとして、フリースタイルスキーの普及にも貢献、2014年より同会場にてパークエアモーグルスキーショーもプロデュースしている。
1984年からウォータージャンプ施設を展開、1994年からはサッポロテイネスキー場内にテイネウォータージャンプを運営、日本のフリースタイルスキーの開拓者でありパイオニアである。
2016年全日本スキー連盟90周年記念式典にて功労者表彰を受賞。

## 主な成績

### ジャンプ
- 1973年松浦周太郎杯天塩川シャンツェジャンプ大会　中学の部　優勝
- 1974年和寒町長杯少年ジャンプ大会　中学の部　優勝
- 1975年国民体育大会冬季大会　富良野大会　純ジャンプ少年組　2位
- 1975年第13回羊蹄シャンツェ全道ジャンプ大会　少年組　優勝
- 1976年全国高校総体　スキー競技　岐阜大会　純ジャンプ　3位
- 1976年国民体育大会冬季大会　富山県　大山大会　少年組　複合　優勝
- 1976年第12回倶知安町長杯争奪全道ジャンプ大会　少年組　優勝
- 1980年第21回雪印杯全日本ジャンプ大会　成年組　8位
- 1980年国民体育大会冬季大会　小樽大会　純ジャンプ　成年組　7位

### エアリアル
- 1983年第2回北海道フリースタイルスキー選手権大会　エアリアル　優勝
- 1983年第3回全日本フリースタイルスキー選手権大会　エアリアル　優勝
- 1984年第3回北海道フリースタイルスキー選手権大会　エアリアル　優勝
- 1985年FISワールドカップ　レークプラシッド大会　エアリアル　9位
- 1986年第1回世界フリースタイルスキー選手権大会　(FRA)　AE　33位
- 1996年第6回全日本フリースタイルスキー選手権大会　エアリアル　優勝
- 1987年FISワールドカップ　フランス大会　エアリアル　9位
- 1988年第15回冬季オリンピック　カルガリー大会　エアリアル　12位

### ゴルフ
- 札幌テイネゴルフクラブ　クラブ選手権　3度優勝
- 2008道央アマゴルフ研修会　札幌ベイ大会　73s　優勝
- 2014　北海道ミッドアマ道央2区予選　クラークcc 74s　メダリスト
- 2017日本社会人ゴルフ選手権　全国大会　相模原cc　　　シニア10位
- 2021　オール北海道シニアゴルフ選手権　70s　2位T
- チサンcc銭函コース　クラブ選手権　3度優勝

## 出筆
- パラダイススキー倶楽部 - もっともっと楽しいスキーをフリースタイラーのみなさんがお教えします(スキージャーナル)1990年12月 ISBN 4789911020 角皆優人、吉田光江と共著